# Omladinski Fudbalski Klub Petrovac 2009-2010
Questa voce raccoglie le informazioni riguardanti l'Omladinski Fudbalski Klub Petrovac nelle competizioni ufficiali della stagione 2009-2010.

## Rosa
| N. |                                 | Ruolo | Calciatore          |
| -- | ------------------------------- | ----- | ------------------- |
|    | Montenegro (bandiera)           | P     | Dejan Mustur        |
|    | Montenegro (bandiera)           | P     | Pavle Velimirović   |
|    | Montenegro (bandiera)           | P     | Aleksandar Braić    |
|    | Montenegro (bandiera)           | D     | Aleksandar Mikijelj |
|    | Montenegro (bandiera)           | D     | Miloš Lakić         |
|    | Bosnia ed Erzegovina (bandiera) | D     | Siniša Graovac      |
|    | Montenegro (bandiera)           | D     | Milivoje Novović    |
|    | Montenegro (bandiera)           | D     | Merlin Skenderi     |
|    | Montenegro (bandiera)           | D     | Marko Radulović     |
|    | Serbia (bandiera)               | C     | Goran Marinković    |
|    | Serbia (bandiera)               | C     | Saša Mitić          |
|    | Montenegro (bandiera)           | C     | Miljan Radović      |
|    | Serbia (bandiera)               | C     | Vladimir Barać      |
|    | Montenegro (bandiera)           | C     | Srđan Lopičić       |

| N. |                                 | Ruolo | Calciatore         |
| -- | ------------------------------- | ----- | ------------------ |
|    | Montenegro (bandiera)           | C     | Ervin Peričić      |
|    | Montenegro (bandiera)           | C     | Miloš Delić        |
|    | Montenegro (bandiera)           | C     | Stefan Đorđević    |
|    | Montenegro (bandiera)           | C     | Marko Marković     |
|    | Bosnia ed Erzegovina (bandiera) | C     | Boban Obradović    |
|    | Montenegro (bandiera)           | C     | Milan Vučković     |
|    | Montenegro (bandiera)           | C     | Mehmed Divanović   |
|    | Montenegro (bandiera)           | C     | Marko Raičević     |
|    | Montenegro (bandiera)           | A     | Marko Lukateli     |
|    | Montenegro (bandiera)           | A     | Zdravko Dragićević |
|    | Montenegro (bandiera)           | A     | Ilija Soljaga      |
|    | Montenegro (bandiera)           | A     | Luka Rotković      |
|    | Montenegro (bandiera)           | A     | Božo Milić         |
|    | Montenegro (bandiera)           | A     | Zoran Đurašković   |